# Sphyraena viridensis
Sphyraena viridensis är en fiskart som beskrevs av Cuvier 1829. Sphyraena viridensis ingår i släktet Sphyraena och familjen Sphyraenidae. Inga underarter finns listade i Catalogue of Life.